# Marooned
«Marooned» (с англ. — «Брошенный, высаженный») — инструментальная композиция британской рок-группы Pink Floyd с альбома 1994 года The Division Bell. Представлена на CD четвёртым по счёту треком. Авторы музыки — Дэвид Гилмор и Ричард Райт.
Помимо альбома The Division Bell  «Marooned» была записана также на стороне А сингла «High Hopes», выпущенного 10 октября 1994 года.
Фрагмент композиции «Marooned» был включён в сборник 2001 года Echoes: The Best of Pink Floyd.
В марте 1995 года композиция получила премию «Грэмми» за 1994 год в номинации Лучшее инструментальное рок-исполнение.

## О композиции
По мнению Энди Маббетта, редактора журнала The Amazing Pudding и автора ряда книг о Pink Floyd, «Marooned» представляет собой гитарный инструментал, напоминающий местами концовку композиции «Comfortably Numb».
В январе 1993 года музыканты Pink Floyd приступили к записи нового альбома в студии Britannia Row Studios. Не имея на тот момент никаких идей и заготовок, группа в составе Дэвида Гилмора, Ника Мейсона и Ричарда Райта начала с совместных студийных импровизаций. Появлявшиеся во время импровизационных сессий музыкальные фрагменты записывались после тщательного отбора. Из этих фрагментов родились, в частности, две инструментальные композиции коллективного авторства Дэвида Гилмора и Ричарда Райта «Cluster One» и «Marooned», выбранные для записи на новый альбом.
Впервые «Marooned» была сыграна в 1994 году в середине европейского турне Pink Floyd в Норвегии, концертное исполнение композиции сопровождалось кадрами фильма о китах, по предположению Энди Маббетта, этот фильм являлся укором продолжающемуся китобойному промыслу в этой стране.
В 2014 году, к двадцатилетнему юбилею оригинального издания альбома The Division Bell, на музыку «Marooned» было снято видео, его опубликовали на официальном сайте Pink Floyd и включили в юбилейный бокс-сет альбома. Режиссёр видеоклипа — Обри Пауэлл, один из основателей дизайнерской студии Hipgnosis. Первая часть клипа включает кадры с МКС, остальные съёмки проходили в украинском городе Припять в начале апреля 2014 года.

## Участники записи
Pink Floyd:
- Дэвид Гилмор — гитара, музыка;
- Ричард Райт — клавишные, музыка;
- Ник Мэйсон — ударные;

а также:
- Джон Карин[англ.] — клавишные;
- Гай Пратт — бас-гитара.